# Mahmadsaid Ubaidullojew

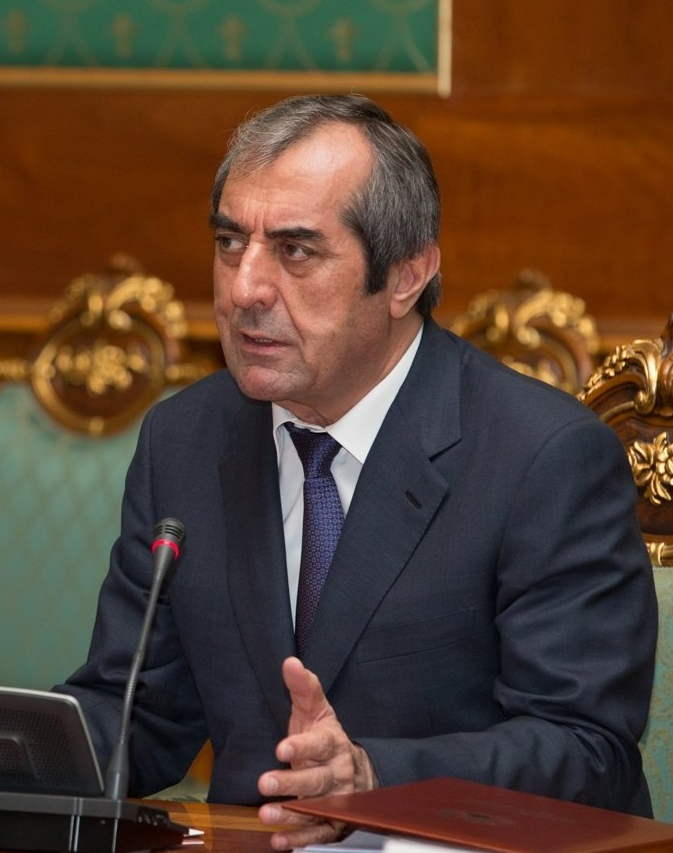
Mahmadsaid Ubaidullojew

Mahmadsaid Ubaidullojew (tadschikisch Маҳмадсаид Убайдуллоев; * 1. Februar 1952 in Kulob) ist ein tadschikischer Politiker und langjähriger Bürgermeister der Hauptstadt Duschanbe.

## Karriere
Ubaidullojew wurde in Kulob im Süden Tadschikistans geboren und schlug in der damaligen Tadschikischen Sozialistischen Sowjetrepublik eine politische Laufbahn ein. In den 1980er-Jahren bekleidete er mehrere politische Ämter in der Region Kulob. Zum Zeitpunkt der tadschikischen Unabhängigkeit im September 1991 war Ubaidullojew stellvertretender Vorsitzender des Exekutivkomitees der Region Kulob.

### Unabhängigkeit und Bürgerkrieg
Nach der Unabhängigkeit stieg er in der jungen Republik Tadschikistan schnell in die politische Elite des Landes auf. 1992 war er bereits stellvertretender Vorsitzender des Kabinetts und mit der Überwachung und Koordinierung der Energiebehörden des Landes beauftragt. Am 20. November 1992, in der Frühphase des bis 1997 andauernden Tadschikischen Bürgerkriegs, wurde der heutige Präsident Tadschikistans, Emomalij Rahmon, der aus der gleichen Region wie Ubaidullojew kommt, zum Parlamentspräsidenten ernannt. Ubaidullojew unterstützte Rahmon dabei ausdrücklich und galt zu dieser Zeit als einer der wichtigsten Anhänger Rahmons. Nachdem sich Rahmon im Bürgerkrieg mit Hilfe von Usbekistan und Russland vorerst durchsetzen konnte, wurde er 1994 offiziell Präsident Tadschikistans und Ubaidullojew in der neuen Regierung stellvertretender Ministerpräsident. Im Jahr 1996, noch während des Bürgerkriegs, wurde Ubaidullojew Bürgermeister Duschanbes. In dieser Funktion war Ubaidullojew an den Verhandlungen über ein Friedensabkommen mit der tadschikischen Opposition beteiligt, die am 27. Juni 1997 mit der Unterzeichnung eines Friedensvertrags endeten.

### Nach dem Bürgerkrieg
Nach dem Bürgerkrieg wurden in Tadschikistan die entstandenen Machtverhältnisse gefestigt. Rahmon baute seine Macht als Präsident weiter aus, während Ubaidullojew als der zweitwichtigste Politiker des Landes wahrgenommen wurde. Sein Einfluss wurde unter anderem dadurch deutlich, dass er im zunehmend autoritär geführten Tadschikistan öffentlich Kritik an Rahmon üben konnte. Am 16. Februar 2000 wurde mit Hilfe einer Autobombe ein Anschlag auf Ubaidullojew verübt, den er überlebte; ein Begleiter im selben Fahrzeug starb bei der Explosion. Ubaidullojews Macht wuchs, als er am 17. April 2000 zum ersten Vorsitzenden der Nationalversammlung Maschlisi Milli gewählt wurde und damit auch offiziell der zweitmächtigste Mann in Tadschikistan wurde.
Im Januar 2017 endete Ubaidullojews Amtszeit als Bürgermeister von Duschanbe. Er wurde durch Rustam Emomalij, den ältesten Sohn des Präsidenten ersetzt. Diese Maßnahme wurde von Beobachtern als Versuch Rahmons, seinen Sohn als Nachfolger im Präsidentenamt aufzubauen, interpretiert. Zudem schwächte Rahmon mit der Maßnahme Ubaidullojew als möglichen politischen Rivalen. Trotzdem ist Ubaidullojew in seiner Funktion als Vorsitzender der Nationalversammlung bis heute einer der mächtigsten Politiker des Landes.

## Politischer Kurs
Als Bürgermeister Duschanbes und als Vorsitzender der Nationalversammlung ist Ubaidullojew eine der prägenden Figuren der Geschichte des unabhängigen Tadschikistans. Als Bürgermeister Duschanbes verfolgte er einen strikten Modernisierungskurs, der der Stadt ein moderneres Erscheinungsbild verlieh, aber in vielen Fällen auch mit dem Abriss bestehender Gebäude ohne angemessene Entschädigungszahlungen einherging. Zudem setzte er sich für ein Verbot des Spielens lauter westlicher Musik in Duschanbe ein und kritisierte Frauen, die den Hidschāb tragen.